# Gemena
Gemena ist die Hauptstadt der Provinz Sud-Ubangi im Nordwesten der Demokratischen Republik Kongo. 
Laut einer Kalkulation im Jahr 2010 beträgt die Einwohnerzahl der Großstadt 132.971. Gemena besitzt einen großen nationalen Flughafen, der die Stadt mit anderen Orten innerhalb des Landes verbindet.
Die Mutter des verstorbenen Diktators Mobutu Sese Seko, Mama Yemo, starb 1971 in Gemena, weshalb dort ihr zu Ehren ein großes Mausoleum errichtet wurde.
2007 wurde eine Brigade der kongolesischen Streitkräfte (FARDC) in dem Ort stationiert.

## Söhne und Töchter
- Joseph Mopepe Ngongo (* 1966), römisch-katholischer Geistlicher, Bischof von Molegbe